# イスラム革命防衛隊
イスラム革命防衛隊（イスラムかくめいぼうえいたい、ペルシア語: سپاه پاسداران انقلاب اسلامی, ラテン文字転写: Sepah-e Pasdaran-e Enghelab-e Islami）は、イランの軍隊組織の一つ。

## 概要
イラン・イスラム革命後、旧帝政への忠誠心が未だ残っていると革命政権側から疑念を抱かれた国軍（ペルシャ語：ارتش、Artesh）への平衡力として、革命の指導者アーヤトッラー・ホメイニーの命令により、1979年4月22日に創設された。革命防衛隊はその性格上、1989年までイラン国防省ではなく革命防衛隊省の統制下とされていた。同年、兵站能力の統合を図るために国防省が改編され、新しい全軍最高司令部へと両部隊が統合されたが、その後も現在に至るまで、国軍・法秩序維持軍（警察）とは別に独自の陸海空軍、情報部、特殊部隊（ゴドス軍、後述）、弾道ミサイル部隊等を有し、戦時には最大百万人単位で大量動員できる民兵部隊「バスィージ（ペルシャ語：بسيج、Basij）」も管轄している。さらに多数の系列企業を持っている（建設・不動産や石油事業を営む複合企業ハタム・アルアンビアなど）。

## 名称
イランでは、政府機関を頭字語や略称ではなく1単語の通称（当該組織の機能を示すものが一般的）で呼ぶ慣習があるため、広く一般大衆も含めて、革命防衛隊をSepâh (سپاه)と呼ぶ。Sepâhというのは、「兵士たち」を意味する古風な言い方で、現代ペルシア語では軍団規模の部隊を示すのにも用いられる。現代ペルシア語で国軍の方はArtesh (ارتش)と呼ぶのが普通である。
Pâsdârân (پاسداران) というのは、Pâsdâr (پاسدار)の複数形で、「守護者」といった意味である。Sepâhの構成員はPāsdārと呼ばれ、革命防衛隊の階級名もそれに因んだものとなっている。
「イスラム革命防衛隊」(Islamic Revolutionary Guard Corps)という名称の他に、イランの政府やメディアその他の人々は、革命防衛隊を指して一般的にSepāh-e Pâsdârân（守護者たちの軍団）と呼ぶが、Pâsdârân-e Enghelâb (پاسداران انقلاب) (革命の守護者たち) や、より単純に Pâsdârân (پاسداران) (守護者たち) と呼ぶこともよくある。イラン国民、特にディアスポラのイラン人の間では、「Pâsdârân」という名称を使うのは通常、革命防衛隊への敬意を込めた言い方である。
多くの外国政府や、英語圏のマスメディアは Iranian Revolutionary Guards (IRG)や、より単純にRevolutionary Guardsという用語を使う傾向がある。米国メディアでは、Iranian Revolutionary Guard Corps（イラン革命防衛隊）あるいはIslamic Revolutionary Guard Corps (IRGC)（イスラム革命防衛隊）が同じ意味の用語として使われている。米国政府の標準は Islamic Revolutionary Guard Corps（イスラム革命防衛隊）である一方、国連はIranian Revolutionary Guard Corps（イラン革命防衛隊）と呼んでいる。イギリスでは「Iranian Revolutionary Guard（IRG）」と呼ばれる。日本では「革命防衛隊」または「パスダラン」と呼ばれており、イラン・イラク戦争に関する資料やイラン近辺の事態を扱ったフィクションに使われている。

## 歴史
1979年2月1日、ルーホッラー・ホメイニーがテヘランに帰還、イラン革命が成就した。その後、革命のために働いた種々の準軍事組織を統合して新政府に忠誠を誓う単一の軍隊にまとめることと、革命以前皇帝に忠誠を誓っていた従来の国軍は革命に抵抗する可能性があると当初考えられたため、国軍の影響力と戦力に対抗できるものとして機能させることを目的として、ホメイニーが5月5日に発した制令により、バーザルガーン暫定政権の下で、革命防衛隊が設立された。
新政権の発足当初から、革命防衛隊は革命体制に忠実な軍隊として機能した。革命後制定されたイスラム共和国憲法は国軍に「イランの独立と領土保全の責任」を与える一方、革命防衛隊には「革命とその成果を守護する責任を与える」とした。
当初、革命防衛隊の任務は名前通り革命を防衛し、イスラムのシャリーアと道徳の日々の執行において支配者たるイスラム法学者を援助することとされ、法学者に直属する組織として計画された。
革命防衛隊を設立した理由は、もう一つあった。そもそもイランにおける革命政権というものは、「『旧政権の堕落した部隊』を借りる」よりは、むしろ「独自の武力」を必要とするとされた。革命政権発足当初に設置された革命機関の一つとして、革命防衛隊は革命を合法的なものとすることを援助し、新政権の基盤となる武力を提供したとされた。更に、革命防衛隊の設立は、ホメイニー師が独自の武力組織を迅速に作り上げていることを大衆や国軍に知らしめる意義があった。12人の議員から成る革命会議は、3万人の隊員を指揮し、革命防衛隊総司令官には、アーヤトッラー・ラフティ、その参謀長には、ハーシェミー・ラフサンジャーニーとゴラームアリー・アフロウズが任命された。
こうして革命防衛隊は、政治面を担った復興改革運動（Crusade for Reconstruction）とともに、イランに「新しい秩序」をもたらした。この始まりから、革命防衛隊は次第に勢力を拡大していった。やがて、その役目柄、警察との管轄争いになっていく。また、戦場では国軍と戦果を争うまでにもなった。イラン・イラク戦争中の1986年には隊員数は35万人にまで膨れ上がり、海・空軍組織をも獲得し、国軍と並立した軍事組織として整えられた。
イラン・イラク戦争時の革命防衛隊の人海戦術攻撃はあまり知られていない。1982年にイラクのバスラ近郊で行なわれたラマダン作戦と呼ばれる、双方合わせて8万人が戦死し20万人が戦傷したこの戦闘では、欧米諸国の軍事援助を受けたイラクの近代兵器の前に、銃を手にした12-80歳までの戦闘訓練をほとんど受けたことのない民兵達を中心とする10万人の隊員が徒歩でイラクへの地雷原を越えて進み、化学兵器の攻撃を受けながら何の戦闘指揮も受けないまま突撃を行った末に次々と倒れ、結果約4万5,000人が捕虜となった。
革命防衛隊は国軍とは独立して運営されているが、そのイラン防衛における重要な役割や権限を鑑みて「軍事力」とみなされることが多い。革命防衛隊は陸軍、海軍、空軍を備えており、国軍の構造と相似形をなしている。しかしながら、革命防衛隊のみが持つ機能として、戦略ミサイル・ロケット部隊がある。逆に言うと、国軍は近代武力に欠かせないミサイル・ロケット部隊がないなど、近代武力として矛盾している。
1997年以降、革命防衛隊総司令官であったヤフヤー・ラヒーム・サファヴィーは2007年8月に解任され、2007年9月1日にモハンマドアリー・ジャアファリーに引き継がれた。サファヴィーの解任によって、イランにおける権力構造は保守派が優位になった。国際報道における分析では、サファヴィーの解任はイランの国防戦略の変化の徴候とみなされたが、革命防衛隊の一般政策は総司令官が個人的に決めるものでもない。2019年4月21日には、ジャアファリーの後任としてホセイン・サラミが最高指導者アリー・ハーメネイーにより任命された。しかし、サラミは2025年6月13日にイスラエルがイランに対して加えた大規模攻撃によって死亡した。
2023年パレスチナ・イスラエル戦争、2024年のイエメンへのミサイル攻撃などが続き中東地域の緊張が高まる中、革命防衛隊は2024年1月15日、イラクのイスラエルのスパイ基地、ついでシリア国内のテロ集団を弾道ミサイルで攻撃したと発表。さらに翌1月16日には、パキスタンの武装組織「ジャイシュ・アル・アドル」の拠点を2カ所にミサイルと無人航空機で越境攻撃を加えた。
2025年6月13日、イランの核開発進展を危惧したイスラエルがイラン国内の核施設および革命防衛隊の拠点などを攻撃。革命防衛隊司令官ホセイン・サラミを含む幹部が死亡した。同日、革命防衛隊はイスラエル国内の軍事施設や空軍基地などにミサイルや無人航空機による報復攻撃を実施したもののイスラエルの攻撃は続き、テヘラン上空における航空優勢を奪われた。また、イラン側の地上ミサイルの発射装置の3割が破壊された。同年6月28日、サラミ司令官らの国葬がテヘラン市内で行われた。

## 任務
イスラム革命防衛隊の主な役割は国家安全保障にあり、法執行機関として国内の治安維持と国境警備を担当している。また、弾道ミサイル部隊も保有している。革命防衛隊の作戦は従来型の戦闘ではなく非対称型の戦闘方法に主眼を置いている。それには密輸やホルムズ海峡の掌握と抵抗作戦が含まれる。公的には、国軍とは異なったやり方で作戦を進めることで、より正統的な作戦方法をとる国軍とは「補完的な関係にある」とされる。
革命防衛隊はイラン憲法第150条の下で、正式なイランの軍事組織として認められている。イランの軍事組織において、革命防衛隊は国軍（Artesh）とは別の組織として並立している。特にペルシア湾の海上では、「核施設に対する攻撃に対するイラン側の対応は全て革命防衛隊が管轄する」と考えられている。
軍事組織や軍事顧問の海外への展開も行われている。2020年には司令官級人物がイラクでアメリカ軍の攻撃（バグダード国際空港攻撃事件 (2020年)）を受けて死亡したほか、2022年には上級軍事顧問がシリアでイスラエル軍のミサイル攻撃を受けて死亡している。

## 規模
革命防衛隊は、その傘下に独自の陸軍、海軍、空軍、情報機関、特殊部隊を擁する統合軍であり、さらにバスィージという民兵部隊も指揮下に置いている。
- 革命防衛隊：約12万5,000人
  - 陸軍：約10万人
  - 空軍：4,000〜5,000人

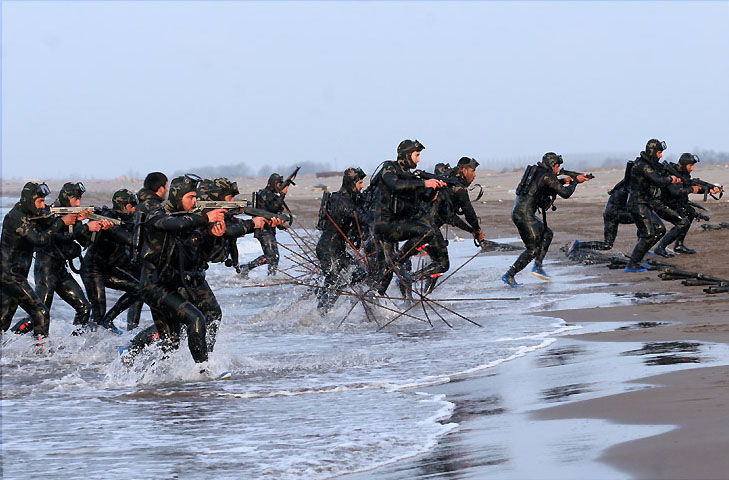
軍事演習に参加した、革命防衛隊の海軍コマンド部隊

  - 海軍：約2万人（うち海兵隊：5,000人）
    - 艦艇：フリゲート3隻、コルベット2隻、小型艇1,500艇ほど

  - 特殊作戦部隊（クアトアル・ゴドス）：約1万5,000人
  - 民兵・義勇兵部隊「バスィージ」
    - 正規将兵：約9万人
    - 予備役将兵：約30万人
    - 戦時には1,100万人程度まで拡大できる余地がある。

（イランの国軍の規模）
- 総兵力：約42万人
  - 陸軍：約35万人
  - 海軍：約1万8,000人（含む海兵隊2,600人）
  - 空軍：約5万2,000人

## 編成と装備
装備については不明な部分が多いが、保有を伝えられる兵器は、イスラム革命前に親密な関係だったアメリカや欧州諸国製、反米に転じた革命後に関係を深めた旧ソ連・ロシア製、中華人民共和国製、北朝鮮製、国産が混在している。

### 陸軍
数個機甲師団と十数個歩兵師団、いくつかの独立旅団。1つの独立空挺旅団。
小火器はH&K G3のライセンス生産品と不法コピー、中華人民共和国製の56式自動歩槍を含むAK-47、CQ 311を主に使用。

### 海軍
- 沿岸戦闘艇部隊
  - スウェーデン製ボガマール・マリン級（英語版）高速パトロール艇x40艇以上
  - 中華人民共和国製ホウドン級（英語版）高速ミサイル艇x10艇
- 英国製フリゲートx3、米国製コルベットx2、掃海艇x5、輸送艦艇x13
- 米P-3F海洋哨戒機x5、電子戦機x3、掃海ヘリコプターRH-53Dx3、対潜ヘリコプターSH-3Dシーキングx約10
- 地対艦ミサイル部隊
  - 中華人民共和国製HY-2ミサイル、YJ-7ミサイル多数
- 海兵隊：約5,000名

### 航空宇宙軍
- 戦闘機部隊

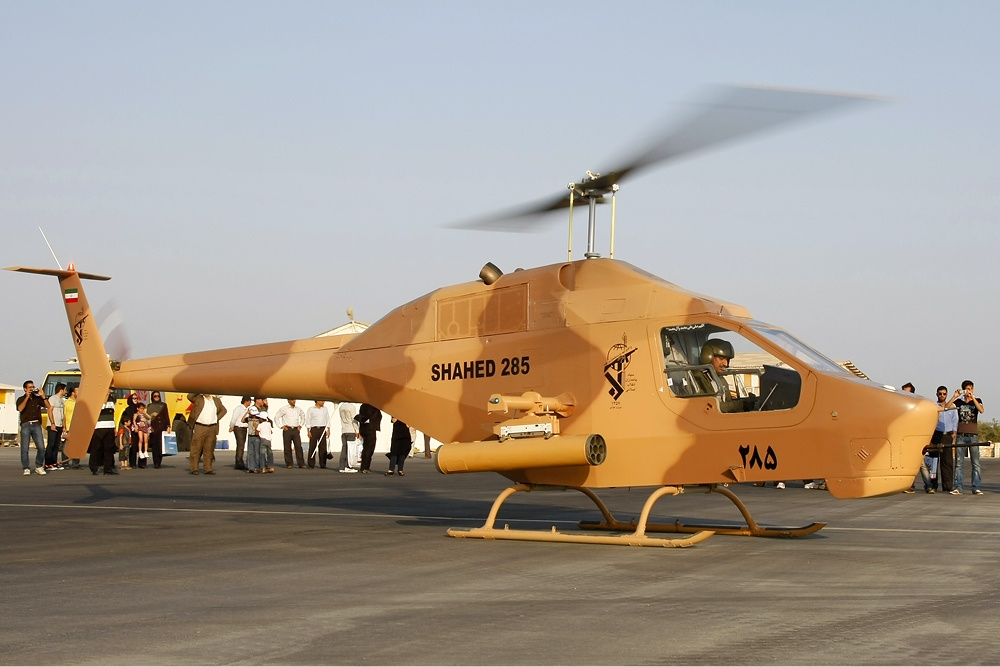
HESA Shahed 285

  - 旧ソビエト連邦製 Su-25TM「フロッグフット」（Frogfoot）10機以上
  - ブラジル製エンブラエル EMB-312 ターボプロップエンジン単発戦闘機「ツカーノ」（Tucano）40機程度
  - 中華人民共和国製戦闘機「成都/瀋陽 殲撃七型（J-7）」（MiG-21のコピー）若干機
- ヘリコプター部隊
  - 観測・軽攻撃ヘリコプター「Shahed 285」若干機
- 無人航空機部隊

航空機部隊を率いるハジザデ司令官は2016年10月1日、爆撃能力も持つ無人航空機サーエゲの量産に成功したと発表した。2011年に領空侵犯したアメリカ製無人偵察機RQ-170 センチネルをハッキングして鹵獲し、技術を転用したとしている。無人航空機部隊は、イランが軍事介入しているシリア内戦やシリアからの対イスラエル攻撃に実戦投入されている。

### 弾道ミサイル部隊
短距離弾道ミサイル（SRBM）1〜2個旅団、中距離弾道ミサイル（MRBM）2個旅団程度などを保有しているとみられる。
- シャハーブ1（英語版）（射程：300km、スカッドB 北朝鮮から購入）50～300発保有
- シャハーブ2（英語版）（射程：500km、スカッドC 北朝鮮との共同制作）50～150発保有
- シャハーブ3（射程：1,300〜2,500km、北朝鮮のノドンからコピーで3,3A,3Bと複数のタイプがある）最大で48発保有

シャハーブ1と2で12～18基の発射機、シャハーブ3用の発射機6基を保有していると思われる。これらの弾道ミサイルを先制攻撃や反撃から守る地下基地を各地に建設している。
2017年6月7日に首都テヘランで発生したテロ事件への報復として、革命防衛隊は6月18日、シリア北東部デリゾール県にある「テロリストの拠点」に弾道ミサイル6発を撃ち込んだ。攻撃はイラン西部のケルマンシャー州とクルディスタン州から、移動式発射台で行われた。新型ミサイル「ゾルファガール」（射程750km）と「ギヤーム」（射程800km）が投入された。「ゾルファガール」などによるシリア領内のイスラム教スンニ派武装組織への弾道ミサイル攻撃は2018年10月1日にも行われた。
革命防衛隊元幹部のホセイン・カナニモガダムは日本の『毎日新聞』記者の取材に対して、イスラエルから先制核攻撃を受けた場合は「地下基地から計6万発の弾道ミサイルを発射して」核施設を含むイスラエル国内に報復攻撃が可能であり、イランの核武装は不要であると語っている。

### ゴドス軍

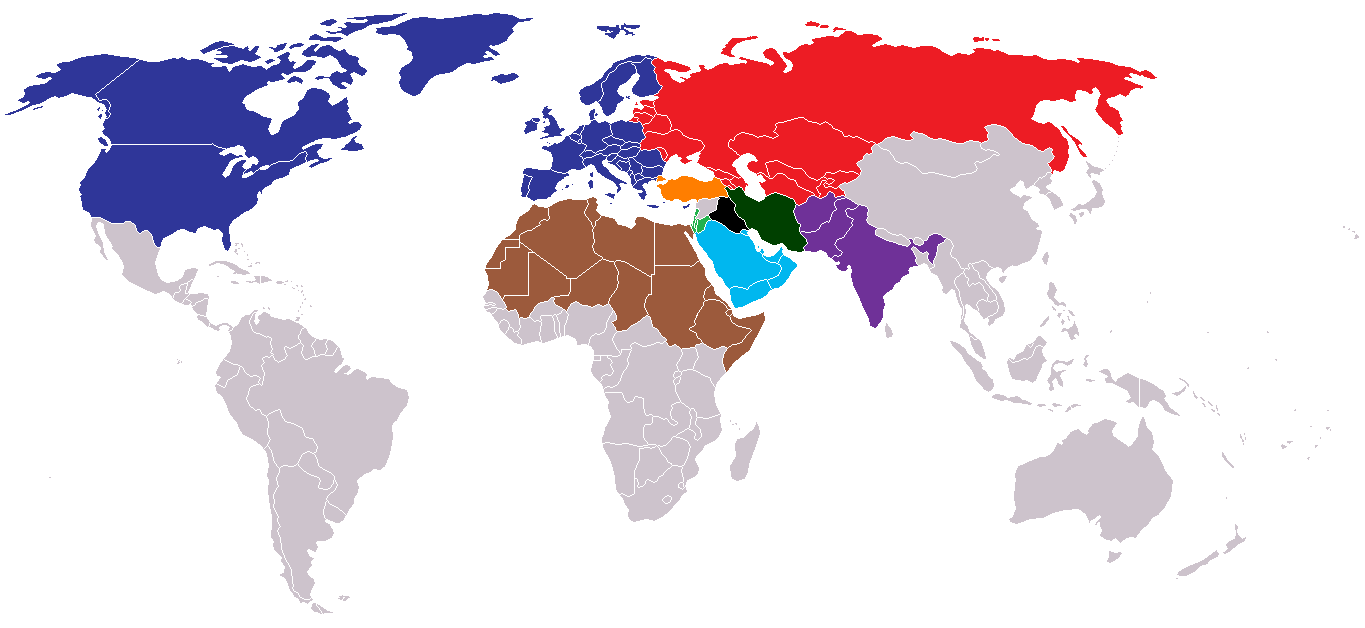
ゴドス軍の活動区域

国外での特殊作戦のために、イラン・イラク戦争中に特殊部隊、ゴドス軍（نیروی قدس、ニールーイェ・ゴドス、日本など国外では「コッズ部隊（Quds Force）」と表記されることが多い）を創設した。兵力は5千人から1万5千人と推定されている。司令官はエスマイル・カーニ将軍。これは、非伝統的戦闘の役目を持つ特殊部隊で世界中の様々な軍事組織に支援や訓練を提供していることが知られている。
任務は、イランが支援する各国のイスラム教シーア派系武装組織（ヒズボラ、ハマース、イラクのシーア派民兵等）に対する軍事訓練や活動の調整、敵国（イスラエル、アメリカ、サウジアラビア、バアス党支配時代のイラク）に対する破壊工作、国外のイラン反体制派の違法殺害である。元CIA工作員のロバート・ベアによれば、ゴドス軍の構成員は通信傍受を警戒して、電話などの通信機器では無く伝令を使って互いに交信しているとされる。
西側の情報によれば、1979年〜1996年に70人以上の反体制活動家が暗殺された。著名なテロ行為の中には、元イラン首相シャープール・バフティヤール（1991年8月、パリ）と、クルディスタン民主党指導者サーディフ・シャラーフ＝キンディ（1992年9月、ベルリン）の暗殺がある。
また日本でも無関係でなく、1988年に出版されたサルマン・ラシュディの小説『悪魔の詩』に対し、ホメイニーがラシュディと出版に関わった者への死刑を宣告するファトワーを発した際、同書を邦訳した筑波大学助教授の五十嵐一が、1991年に大学の構内で何者かにより殺害される事件が発生した（悪魔の詩訳者殺人事件）。未解決のまま公訴時効となったものの、ゴドス軍による犯行であるとする説が提示されている。
ゴドス軍が最初に関与したと疑われているテロ活動は、1983年にレバノンの首都ベイルートで起きたアメリカ海兵隊宿舎爆破事件である。また、1994年にアルゼンチンのブエノスアイレスにあるユダヤ文化センター爆破テロや、1996年にサウジアラビアのフバルで起きた、アメリカ兵19人が死亡したフバルタワー爆破事件もゴドス軍の犯行若しくは支援があったと言われている。
2007年に発表されたアメリカ・戦略国際問題研究所の報告書によれば、各国にあるイラン大使館にはゴドス軍のための特別かつ極秘の「部門」が設置されており、大使館職員との接触が禁止されているという。また駐在大使もゴドス軍がどういう活動をしているのか把握していないとされる。
イラク戦争ではイラク国内の反米勢力を支援した。2011年7月には、イラク駐留アメリカ軍のブキャナン報道官がイラクで活動するシーア派武装組織カターイブ・ヒズブッラーによる攻撃が、ゴドス軍が支援によって増加していると語った。2007年2月のインタビューで当時のジョージ・W・ブッシュ大統領もゴドス軍がイラク国内のテロ組織にIEDを供給したと主張していた。
また、アルカーイダとの関係も指摘されている。2001年に始まったアメリカ軍主導のアフガニスタン空爆以降、イランに逃亡したウサーマ・ビン・ラーディンの息子サアド等、アフガンから逃亡してきた複数のアル＝カーイダ幹部と接触していたとされる。この際、サアドが同組織ナンバー2にあたるアイマン・ザワーヒリーとゴドス軍との間の交渉を仲介したとされる。
また、西側情報当局とアフガニスタン情報機関によれば、ターリバーン指導部が国際治安支援部隊との戦闘に備えるため、支援を求めてゴドス軍幹部と接触したと主張している。
イラン政府は革命防衛隊がアサド政権の支援のためシリア内戦に介入していることを認めており、ゴドス軍も派兵されているとの報道もある。シリアとイラクにまたがって活動するISILに対して、イラク側でのシーア派民兵の作戦にも関与している。イラク政府のアバディ首相は「スレイマニ氏との協力は秘密でも何でもない」と語っている。2015年10月7日には、シリア国内で活動中だったホセイン・ハメダニゴドス軍副司令官兼シリア派兵イラン軍司令官がISILからの攻撃を受け戦死している。

### バスィージ
どちらかといえば伝統的な革命防衛隊の役割のために傘下に属する組織として、バスィージ軍（動員レジスタンス軍）があり、これは必要の時には100万人の兵力に及ぶ潜在力を持ったネットワークである。
イラン・イラク戦争時、兵員不足に悩まされたイランは、イスラム革命防衛隊の傘下で大量の義勇兵を前線に送り込んだ。同戦争における彼らの活躍を目にして、イラン指導部は、民兵部隊を制度化し、バスィージ（サーズマーネ・バスィージェ・モスタズアフィーン）を創設することに決めた。
バスィージは、軍事部隊と宗教宣伝部隊に2分される。軍事部隊は、地域的特徴で編成され、350〜420人ずつの800個までの大隊を含む。大隊は、志願制により12歳から60歳までの男性で編成される。婦人大隊（200人以下）も存在し、彼女らは、出版社、啓蒙及び慈善施設の重要ポストを占め、宗教宣伝部隊を構成している。
毎年11月26日、バスィージの総合軍事演習がイラン全土で行われている。この日、約150万人の参加者中から、軍事訓練、身体的発達、クルアーン及びホメイニーの教えの知識における数千人の優秀者が選抜され、バスィージのエリートに編入される。彼らは、教育センターで新しい民兵を教育し、マスコミで働き、外交使節団の構成下で国外に派遣され、外交団と民間勤務の緊急補充員となる。シリア騒乱でアサド政権を支援するイラン義勇兵の徴募・派遣もバスィージが担当している。
普段は市民として暮らすバスィージ隊員は、体制批判を監視する秘密警察としての側面も持つ。こうした情報提供者を含めると500万人規模という報道もある。またその強力な組織力・動員力故に、イランの選挙で保守派の票田ともなっている。
バスィージは国内外の脅威に対する防衛に参加できるものとされているが、2008年までには、それが選挙の際の投票人の動員にも使われ、そのような活動の間に改竄まで行ったとする主張もある。

## 影響力

### 政治
ホメイニ師は国家の軍事力は非政治的であるべきと主張していた。しかしながら、イラン憲法第150条において、革命防衛隊は「革命とその成果の守護者」であると定義しており、これは少なくとも部分的には政治的な意味合いを持つ任務である。したがって、ホメイニ師の元々の見方はこれまでも論争の対象となってきた。バスィージの支持者たちは政治化を論じていた一方、改革派、穏健派、およびハサン・ホメイニはそれに反対した。ラフサンジャニ大統領は、革命防衛隊の政治的な役割を抑えるため、軍事専門に特化して思想的な急進性は捨てるよう強制したが、改革派が最高指導者アリー・ハメネイ師を脅かした際には革命防衛隊は当然にハメネイ師側に付いた。革命防衛隊はアフマディネジャド大統領の下で強化され、2009年初め頃には民兵部隊バスィージの正式な指揮権を委譲された。
革命防衛隊は、特定の政党への支持や連携を明言していないが、イスラム・イラン建設者同盟(Alliance of Builders of Islamic Iran。またはAbadgaran)が革命防衛隊の政治的なフロント組織であると広く見なされている。この政党には近年（アフマディネジャドも含めて）革命防衛隊出身者が多く参加しており、革命防衛隊が資金援助を与えているとする報告もある。
イランのエリート集団として、革命防衛隊の構成員たちはイラン政界に影響力を持っている。アフマディネジャド大統領は1985年に革命防衛隊に入隊し、イラクのクルディスタンでの軍事作戦に出征した後、前線を離れて兵站業務を担当した経歴を持つ。アフマディネジャド政権の閣僚たちの大部分が革命防衛隊の復員軍人であった。
また、2004年のイラン議会議員の3分の1近くが「Pásdárán」（革命防衛隊員）であった。他にも、大使、市長、知事、高級官僚に任命された者もいる。しかしながら、革命防衛隊の復員軍人であるという身分が、単一の意見を意味するというものでもない。

### 経済活動
革命防衛隊の商業的活動への関与は、当初は復員軍人や退役将校たちの非公式な社会的ネットワークを通じて始まった。バニーサドル政権崩壊後、イランから逃れた多くの亡命者たちの資産を革命防衛隊の官憲が没収した。それが今では巨大な複合企業となり、イランのミサイル部隊や核計画を支配するだけでなく、ほぼ全ての経済分野に進出した数十億ドル規模の大財閥となっている。
この財閥は従属企業や信託の連鎖を通じて、イラン経済のおよそ1割から3分の1を支配していると見積もられている。
ロサンゼルス・タイムズは、革命防衛隊は数百以上の企業とつながりを持ち、そのビジネスや建設業などでの年間収入は120億ドルであると見積もっている。革命防衛隊はイランの石油・ガス・石油化学産業や主要インフラ計画などで数十億ドルの契約を与えられている。
米国は次に挙げる営利団体を名指しして、これらは革命防衛隊やそのリーダーたちによって支配されているとしている。
- Khatam al-Anbia 建設本社。革命防衛隊の主たる土木部門にして、25000名の技師・社員を擁し、イランの軍事（7割）・非軍事（3割）のプロジェクトを請負うイランの大手建設企業[51]で、2006年で70億ドル以上の価値がある[61]。
- Oriental Oil Kish (石油、ガス事業)[62]
- Ghorb Nooh[62]
- Sahel Consultant Engineering[62]
- Ghorb Karbala[62]
- Sepasad Engineering Co. (掘削・トンネル工事)[62]
- Omran Sahel[62]
- Hara Company (掘削・トンネル工事)[62]
- Gharargahe Sazandegi Ghaem[62]
- Imensazen Consultant Engineers Institute (Khatam al-Anbiaの子会社)
- Fater Engineering Institute (Khatam al-Anbiaの子会社)

2009年9月、イラン政府はイラン電信電話公社(Telecommunication Company of Iran)の株式の51%を、革命防衛隊と親密なMobin信託財団(Etemad-e-Mobin)に総額78億ドルで売却した。これはテヘラン証券取引所史上最高額の取引であった。
革命防衛隊は自動車のBahman Groupの45%を保有しており、またKhatam al-Anbiaを通じて、イラン造船大手SADRAの多数派株主でもある。
また、重要な聖職者が支配する非政府の（表向きは）公益財団であるbonyadにも革命防衛隊は影響力を及ぼしている。
革命的財団のパターンは、シャーの時代の非合法の経済ネットワークのスタイルを模したものとなっている。
それらの発展は1990年代に始まり、次の10年で加速して、アフマディネジャド政権下で、有利な随意契約を多く獲得して更に加速した。革命防衛隊は、非公式ではあるが実効性のある影響力を次のような組織にも及ぼしている：
- Mostazafan 財団 (虐げられた者の財団、または Mostazafan 財団)
- Bonyad Shahid va Omur-e Janbazan (殉教者たちと復員兵関連の財団)[51]

### 分析
ワシントン近東政策研究所のMehdi Khalajiは、革命防衛隊は「現在の政治構造における背骨であり、イラン経済の主要プレイヤーである」と論じている。イランは革命当初の神政国家から、ビルマのような兵営国家(garrison state)に変化した。そこでは、軍が社会的、文化的、政治的、経済的生活を支配し、外敵から国を守るというよりは、むしろ国内の敵から政府を守るようになる。
米国の外交問題評議会のGreg Bruno と Jayshree Bajoria も同意して、革命防衛隊はその任務を大きく超えて拡大しており、今やイランの権力構造に根深く浸透した「社会力-軍事力-政治力-経済力」の複合体となっていると述べている。革命防衛隊の政治への関与は、イラン議会の290議席中の16パーセント以上を革命防衛隊が勝ち取った2004年以降、それまでにないほどに成長した。2008年3月の選挙中、革命防衛隊出身者が290議席中の182議席を獲得し、アフマディネジャドの権力強化に寄与した。
アフマディネジャド政権の閣僚の半分は革命防衛隊の退役将校で、それ以外にも革命防衛隊出身者が幾らか知事に任命された。
American Enterprise InstituteのAli Alfonehは「革命防衛隊の退役将校が入閣すること自体は初めてのことではなかったが、アフマディネジャド政権においては、それが閣僚中21名の内の9名を占めたという人数の点で、かつてない多さであった」と論じている。
更に、アフマディネジャドはラフサンジャニやハタミ支持者たちを知事職から追放し、そこに革命防衛隊出身者だけでなく、バスィージやイスラム共和国監獄管理庁出身者を補任した。
革命防衛隊のトップモハンマドアリー・ジャアファリー将軍は、革命防衛隊は「イスラム共和国に対する国内の脅威」に対応するため、組織改革を進めると発表した。ブルッキングス研究所のシニア・フェローで元CIA分析官のBruce Riedelは、そもそも革命防衛隊は反乱の脅威から政府を守るために作られたものだと論じている。
混乱した2009年の大統領選以降、革命防衛隊がどれほど強いのかについての論争が再燃した。Danielle Pletka と Ali Alfoneh は、イラン政府が後戻りできないほど軍事化されたとみる。スタンフォード大学のイラン研究のトップである Abbas Milani は、革命防衛隊の力は実際には最高指導者ハメネイ師の力をも凌駕していると考えている。ランド研究所非常勤シニア・フェローのFrederic Wehreyは、革命防衛隊は単一の意志の下に団結した保守主義者たちによる一枚岩の組織ではなく、むしろ派閥化された組織であり、仕える主人を打倒することはまずないと考えている。

### テロ組織への支援
アメリカ財務省は、イスラム革命防衛隊の支援を受けたことのある幾つかのテロ組織として、ヒズボラ、ハマス、パレスチナのイスラーム聖戦(PIJ)、パレスチナ解放人民戦線総司令部、タリバンなどを挙げている。
アメリカ財務省の報告書では、テロ組織に支援を与えたとして、いずれも革命防衛隊の高級将校である
Hushang Alladad、Hossein Musavi、Hasan Mortezavi、Mohammad Reza Zahedi
の4人を名指ししている。Hushang Alladadは革命防衛隊の主計将校で、ヒズボラ、ハマス、PIJなどのテロ組織への財政支援を個人的に管理していたと指摘されている。将軍のHossein Musaviと大佐のHasan Mortevaziはタリバンに対する財政的・物的支援を与えたとアメリカは主張している。革命防衛隊のレバノン地区司令官であるMohammad Reza Zahediはイランからヒズボラへの支援において重要な役割を果たしたと アメリカは主張している。アメリカ財務省によると、Zahediはヒズボラおよびシリア情報機関との間の連絡将校の役割を果たしたほか、ヒズボラが関わった武器取引にも関与したとされる。
アメリカ財務省の報告書では、更に続けて、革命防衛隊がテロ組織を支援する手法の詳細も述べている。それによると、「イラン政府は、その外交目標を達するために、イスラム革命防衛隊や、同隊に属するゴドス軍も使っている。諜報活動の隠蔽や、テロ組織・反乱組織への支援などを提供するための、表面上は合法的な活動を行っている。これらの活動にはイラク、アフガニスタン、レバノンに対する経済的投資、再建、その他の形での支援も含まれ、革命防衛隊およびイラン政府のために活動する、あるいはこれらを代表する、あるいはこれらが所有するか支配する会社や組織によって実施されている。」

## その他

### アメリカによるテロ支援組織指定や制裁
2007年8月、ブッシュ政権が革命防衛隊を「テロ組織」に指定するか検討中と『ワシントン・ポスト』が報じた。同年10月25日、アメリカ政府は革命防衛隊のアルクッズ（エルサレム）部隊をテロ支援組織に指定した。この指定を受けると自動的に、アメリカは2001年9月23日制定の大統領令13224号に基づき「テロあるいはテロリストへの資金提供に関わったとされる個人および組織に対する海外取引の全面凍結措置」が実施された。
2018年10月16日には、アメリカ財務省がバスィージとその系列企業を制裁対象に指定した。少年兵をシリア内戦に送り込んでいることなどを理由に挙げている。
2019年3月にも、トランプ政権がテロ組織指定を検討中と報じられ、同年4月8日に革命防衛隊のテロ組織指定が発表された（発効は4月15日付）。トランプは、革命防衛隊とビジネス取引をテロへの融資とみなす旨を声明した。これに対してイランも、中東を担当するアメリカ中央軍をテロ組織に指定した。
2020年1月3日には、トランプの指示を受けた米軍による攻撃で、イラクを訪れていた革命防衛隊司令官のガーセム・ソレイマーニーが殺害された